# برو12 موسم 2015–16
برو14 موسم 2015–16 هو الموسم 15 من  بطولة اتحاد الرغبي التي تُقام في أيرلندا. أقيم خلال الفترة 4 سبتمبر 2015 وحتى 28 مايو 2016، وكان عدد الأندية المشاركة فيه  12، وفاز فيه كوناكت رغبي ‏.